# Bernat Metge
Bernat Metge (Barcelona, 1346-Barcelona, 1413) fue un escritor y traductor, uno de los primeros representantes del humanismo en las letras catalanas. Considerado el mejor prosista del siglo XIV, introdujo el estilo renacentista en la literatura catalana, con una fina inteligencia y gran socarronería. También fue secretario real. Su obra maestra fue Lo Somni (1399).

## Biografía
Bernat Metge nació en la calle de la Especiería (boticarios) a cuyo gremio pertenecía su padre Guillem, que fue doméstico de la Reina. Muerto su padre en 1359, la madre de Bernat, Agnès, se casó en 1364 con Ferrer Sayol, escribano de Leonor de Sicilia, tercera esposa del rey Pedro el Ceremonioso, quien al año siguiente ya era protonotario de la Reina. Bernat se benefició de la influencia de su padrastro y desde muy joven estuvo ligado a la cancillería de los reyes de la Corona de Aragón. Primero sirvió a la reina Leonor de Sicilia, esposa de Pedro IV de Aragón. En 1375 pasó al servicio del futuro rey Juan I y de su esposa Violante de Bar, quienes le tenían mucho afecto y le obsequiaron con numerosos favores
En 1381 escribió Llibre de Fortuna e Prudència («Libro de Fortuna y Prudencia»), poema alegórico en el que se debate la cuestión de la Providencia divina, que Bernat niega en su obra, así como no cree en la inmortalidad del alma, sustituyendo el "summum bonum" divino por el amor mundano, defendido en su obra Lo Somni con tenacidad. En su obra satírica el Sermó se ríe del fuego del infierno, parodia irreverente de un sermón, para la época.
También realizó la traducción del relato de Valter y Griselda, última de las novelle del Decamerón, pero no la hizo a partir del original italiano de Bocaccio, sino de la traducción en latín de Petrarca (el Griseldis). La importancia de la traducción de Metge se debe, además de a su elegante prosa, a la carta introductoria que acompaña al relato, pues supone la primera muestra de admiración por Petrarca que se conoce en España.
Juan I muere el 19 de mayo de 1396, en lo que se considera actualmente un accidente de caza. María de Luna esposa de Martín I, su sucesor, acusa a diversos oficiales y altos cargos de urdir un complot y de alta traición. Bernat Metge fue acusado de haber aceptado sobornos y haber recomendado al monarca Juan I, en 1394, que cortara la cabeza a su hermano menor Martín, infante y posible sucesor, así pues, fue encarcelado.
Su obra maestra fue Lo somni («El sueño»), redactado en la cárcel a finales de 1398 cuando fue absuelto junto con otros imputados, fueran o no culpables, porque el nuevo soberano necesitaba aquel cuerpo selecto de personas en las que reposaba el gobierno real. En Lo somni cuenta Bernat que se le aparece Juan I en el purgatorio y ensalza a su sucesor de cuya protección, le predice a Bernat, que podrá sentirse seguro. La obra le permitió recuperar el favor real y su puesto en la cancillería.
En 1959, se descubrió en el archivo los interrogatorios del proceso de 1396 y la plena implicación de Bernat Metge en la política de su tiempo, por lo que perdió buena parte de su condición de filósofo y humanista, para ajustarse al perfil de un hábil cortesano maestro en el uso de la ficción literaria y su gusto por la ironía (o la chanza) y el registro vulgar.
Se sabe que fue también autor de la traducción del poema latino De vetula, atribuido a Ovidio, y de dos poemas satíricos y humorísticos escritos en prisión. Estas obras no se conservan.
Para una lectura de su gran diálogo, Lo somni, desde la perspectiva humanista, véase Bernat Metge, humanista i poliglota, en eHumanista/IVITRA, coords. J. Butinyà, A. Cortijo i V.Martines, “eHumanista/IVITRA”4, 2013. También, En los orígenes del Humanismo: Bernat Metge, de Julia Butiñá, UNED, Madrid 2002.
Explica la perspectiva de la obra dentro del movimiento humanista la edición bilingüe de Julia Butiñá (con introducción, notas e índice onomástico; 293 páginas), publicada en la editorial Palas Atenea, Madrid, 2007: Lo somni. El sueño.
Esta edición se ha reeditado con traducción a las siguientes lenguas:
- al inglés: ‘The Dream’ of Bernat Metge, trad. Antonio Cortijo (University of California at Santa Barbara, EUA) & Elisabeth Lagresa (Harvard University, EUA), Amsterdam/Philadelphia, John Benjamins, Series IVITRA, 2013.
- al francés: Le songe, trad. Patrick Gifreu, editions La Merci, Perpiñán 2015.
- al portugués: O sonho, trad. Ricardo Da Costa, IVITRA/Atenea, en prensa.